# Западносаремско побрђе
Западносаремско побрђе (ест. Lääne-Saaremaa kõrgendik) ниско је и благо заталасано побрђе моренског порекла у западном делу острва Сарема на крајњем западу Естоније. Максимална дужина локалитета је око 50 km, ширина до 25 km, док ја максимална надморска висина свега 54 метра. 